# Adam Morawski
Adam Morawski (ur. 17 października 1994 w Ciechanowie) – polski piłkarz ręczny, bramkarz, MT Melsungen.

## Kariera klubowa
Piłkę ręczną zaczął trenować w Czarnych Regimin. Następnie był uczniem i zawodnikiem SMS-u Gdańsk (2010–2013), w którego barwach występował w I lidze.
W 2013 podpisał profesjonalny kontrakt z Wisłą Płock. W sezonie 2013/2014 rozegrał w Superlidze 15 meczów, zaś w Lidze Mistrzów wystąpił w 10 spotkaniach, zdobywając jedną bramkę w wygranym meczu z FC Porto (24:20). W sezonie 2014/2015 rozegrał w Superlidze 21 meczów, zaś w Lidze Mistrzów wystąpił w 11 spotkaniach. W sezonie 2015/2016 przebywał na wypożyczeniu w Pogoni Szczecin (19 meczów w Superlidze).
W 2016 powrócił do Wisły Płock z wypożyczenia. W sezonie 2016/2017, w którym rozegrał 24 mecze, został nominowany do nagrody dla najlepszego bramkarza Superligi. Ponadto w sezonie 2016/2017 wystąpił w 10 spotkaniach Ligi Mistrzów. W sezonie 2017/2018, w którym rozegrał 31 meczów i zdobył jednego gola oraz bronił ze skutecznością 34,3% (196/571), ponownie został nominowany do nagrody dla najlepszego bramkarza Superligi. Ponadto wystąpił w 14  meczach LM.
W sezonie 2018/2019, w którym rozegrał 24 mecze i rzucił dwie bramki oraz bronił ze skutecznością 35,8% (182/508), po raz trzeci z rzędu otrzymał nominację do nagrody dla najlepszego bramkarza Superligi. W sezonie 2018/2019 wystąpił ponadto w 11 spotkaniach Ligi Mistrzów. W drugiej połowie rozegranego 3 marca 2019 meczu z Silkeborgiem (27:20) bronił ze skutecznością 74% (w ciągu 30. minut wpuścił pięć bramek), zapewniając Wiśle awans do dalszej fazy rozgrywek.

## Kariera reprezentacyjna
W 2013 uczestniczył w otwartych mistrzostwach Europy U-19 w Göteborgu (5. miejsce), podczas których rozegrał siedem meczów.
W marcu 2013 został po raz pierwszy powołany do reprezentacji Polski, stając się pierwszym graczem SMS-u Gdańsk, który otrzymał powołanie do narodowej kadry seniorów. W reprezentacji zadebiutował 4 czerwca 2013 w przegranym meczu ze Szwecją (27:29) w ramach towarzyskiego turnieju Scandinavian Open.
W 2017 uczestniczył w mistrzostwach świata we Francji, podczas których – będąc zmiennikiem Adama Malchera – wystąpił w siedmiu meczach, w których bronił ze skutecznością 33% (17/52). Podczas turnieju we Francji zdobył jednego gola – 14 stycznia 2017 rzucił bramkę w przegranym spotkaniu z Brazylią (24:28). Ponadto został wybrany najlepszym zawodnikiem rozegranego 17 stycznia 2017 meczu z Japonią (26:25), w którym bronił ze skutecznością 35% (12/34).

## Życie prywatne
Starszy brat piłkarza ręcznego Mateusza Morawskiego.

## Sukcesy
Indywidualne
- Gracz Miesiąca Superligi – listopad 2016[17] (Wisła Płock)
- Nominacja do nagrody dla najlepszego bramkarza Superligi: 2016/2017[7], 2017/2018[9], 2018/2019[11] (Wisła Płock)